# اللغة البرتغالية
اللغة البرتغالية هي لغة رومانسية نشأت في مايعرف الآن بغاليسيا (إسبانيا) وشمال دولة البرتغال الحالية مشتقة من اللغة اللاتينية انتشرت في جميع أنحاء العالم إبان ظهور البرتغال كقوة استعمارية في القرون 15م و16م امتدت من البرازيل إلى ماكاو في الصين وغوا في الهند وخلال ذلك الوقت نشأت لغات كريولية عديدة تستند إلى اللغة البرتغالية في جميع أنحاء العالم خصوصا أفريقيا ومنطقة الكاريبي.
وهي اليوم واحدة من اللغات الرئيسة في العالم وفي المرتبة السادسة من حيث عدد المتكلمين بها كلغة أم (أكثر من 200مليون نسمة) كما أنها أكبر لغة في أمريكا الجنوبية من حيث عدد المتكلمين بها (188 مليون نسمة، أكثر من 51% من سكان القارة) وهي أيضا لغة رئيسة في أفريقيا وهي اللغة الرسمية في تسعة بلدان (انظر الجدول الملحق) كما أنها اللغة الرسمية الثالثة في غينيا الاستوائية بعد الفرنسية والإسبانية وهي أيضا اللغة الرسمية بعد الصينية في منطقة ماكاو الإدارية الخاصة التابعة للصين وهي أيضا لغة رسمية في تيمور الشرقية بجانب لغة التيتم.
والبرازيل هي الدولة الوحيدة في دول قارة أمريكا الجنوبية التي تتحدث اللغة البرتغالية فيما باقي دول القارة تتحدث اللغة الإسبانية.

## وصلات داخلية
- قائمة دول تعتبر البرتغالية لغة رسمية

## طالع أيضًا
- قائمة لغات التواصل المشترك